# فرانك سيمون هوفمان
فرانك سيمون هوفمان (بالإنجليزية: Frank Simon Hofmann)‏ هو مصور نيوزيلندي، ولد في 27 ديسمبر 1916، وتوفي في 13 أبريل 1989.